# Ingatestone and Fryerning
Ingatestone and Fryerning – civil parish w Anglii, w Esseksie, w dystrykcie Brentwood. W 2011 civil parish liczyła 4783 mieszkańców.